# Nemespátró
Nemespátró là một thị trấn thuộc hạt Zala, Hungary. Thị trấn này có diện tích 12,25 km², dân số năm 2010 là 323 người, mật độ 26 người/km².